# Жегунов Геннадій Федорович
Жегунов Геннадій Федорович (нар.7 грудня 1947) — Лауреат Державної премії України в галузі науки та техніки, дійсний член Нью-Йоркської академії наук та Української академії наук, доктор біологічних наук, професор кафедри фізіології та біохімії тварин Державного біотехнологічного університету.

## Біографія
Геннадій Федорович народився 7 грудня 1947 року в місті Южносахалінськ.
У 1966 році закінчив середню школу у місті Полтава.
З 1967 по 1972 роки був студентом біологічного факультету Харківського державного університету ім. О. М. Горького.
З 1975 по 1978 роки навчався в аспірантурі за фахом «Біохімія» в Інституті проблем кріобіології і кріомедицини НАН України (ІПКіК).
У 1979 році успішно захистив кандидатську дисертацію на тему «Вплив заморожування обігріву та кріопротекторів наструктурно-функціональний стан Са-транспортуючої системи мембран саркоплазматичного ретикулуму»; після захисту дисертації працював молодшим, а потім - старшим науковим співробітником.
У 1980 році було присуджено науковий ступінь кандидата біологічних наук.
З 1980 по 1983 роки виконував обов'язки вченого секретаря ІПКіК.
У 1990 році захистив докторську дисертацію на тему «Біохімічні та ультраструктурні основи функціональної активності серця взимку сплячих тварин» зі спеціальності «Кріобіологія».
У 1991 році було присуджено науковий ступінь доктора біологічних наук.
З 1990 по 1994 роки працював провідним науковим співробітником ІПКіК.
З 1994 по 2002 роки Геннадій Федорович завідував кафедрою медичної біології Харківського державного медичного університету, де у 1997 році йому було присвоєно вчене звання професора.
У 1995 році був дійсним членом Нью-Йоркської академії наук.
З 1996 по 2004 роки був експертом ДААД в Україні по обміну науковцями між Україною та Німеччиною.
З травня 2005 року дійсний член (академік) Української академії наук.
З 2002 по 2021 роки Геннадій Федорович працював завідувачем кафедри хімії і біохімії ім. професора О. В. Чечоткіна Харківської державної зооветеринарної академії, де під його кервіництвом були змінені програми навчання студентів, тобто були створені у відповідності до вимог Міжнародної програми ТЕМПУС програм Європейсьго союзу того часу, що приділяли особливу увагу теоретичній підготовці студентів.
У 2003 році професор Жегунов Г. Ф. мав педагогічне стажування у Нідерландах та Німеччині, після чого читав для студентів лекції з біохімії, що відрізнялись високим науковим рівнем, значною насиченістю сучасними даними у галузі хімії, біохімії і молекулярної біології.
З 2021 року і до теперішнього часу  профессор кафедри фізіології і біохімії Державного біотехнологічного університету.

## Праці
Геннадій Федорович автор більш ніж 350 наукових робіт та більше 30 навчальних посібників для студентів. Володіє англійською та німецькою мовами, організатор та голова щорічних республіканських симпозіумів «Кріобіотехнологія у тваринництві і ветеринарії», розробник ліцензійної програми навчання зі спеціальності «Біотехнологія».
Створив наукову школу з підготовки спеціалістів вищої кваліфікації у галузі кріоветеринарії. Під його керівництвом виконувалися наукові дослідження в межах державної теми «Експериментальне обґрунтування та розробка методів кріоконсервування клітин та тканин свійських та сільськогосподарських тварин, а також розробка методів отримання кріоекстрактів з ембріональних тканин тварин та вивчення їх біологічної активності».
Маючи великий науково-педагогічний досвід - викладав у Харківському медичному та Харківському фармацевтичному університетах, Харківській державній зооветеринарній академії. Має великий досвід викладання низки дисциплін, зокрема, генетика, цитологія, біохімія, паразитологія та молекулярна біологія.
Працював у багатьох наукових лабораторіях і кафедрах за кордоном. Зокрема, відділ біофізики 2-го Московського медичного інституту (1976-1977); кафедра біохімії МГУ (1978); відділ біохімії Інституту патофізіології м. Москва (1978); відділ біохімії Інституту біофізики АН СРСР, Пущино (1983, 1985, 1987, 1989), лабораторія біохімії  адаптації Університету м. Едмонтон (1989), лабораторія молекулярної біології Вільного Університету м. Берлін (1995), кафедри біохімії і фізіології Вільного Університету м. Берлін (2003).
Наукові інтереси: біохімія, кріобіологія і кріомедицина, кріоветеринарія, загальна біологія, натуральна філософія.
Основні праці:
- Холодовый анабиоз. Роль биологических мембран. Торможение жизнедеяльности клеток. Рига, 1987. С. 128-144. (спіавтор)
- Словарь-справочник по генетике. Харків: Вид-во Харківського національного ун-ту ім. В. Н. Каразіна, 2001. 151 с. (співавтор)
- Цитогенетические основы жизни: учебное пособие для студентов учебных заведений. Харьков: Золотые страницы, 2004. 672 с. (співавтор)
- Молекулярно-генетичний і клітинний рівні організації життя. Медична біологія. Вінниця: Нова книга, 2004. 655 с. (співавтор)
- Медицинская биология в 2х т. Сб.: Сотис, 2005. 605 с. (співавтор)
- Законы биологии. Природа жизни: учебное пособие. Харьков: Консум, 2006. 303 с.
- Практикум з біологічної хімії. Харків: Стиль-издат, 2011. 266 с.
- Природа жизни и бессмертия: теория, гипотезы, философия. Харьков: Эспада, 2011. 368 с. (співавтор)
- The dual nature of life.Springer. Heidelberg. 2012. 256 p.
- Природа жизни и бессмертия: основные положения теории жизни. Москва: Ленард, 2014. 384 с.
- Биология клетки. Харьков: ФЛ-п Залогин, 2016. 511 с. (співавтор)
- Биология клетки. Москва: URSS, 2018. 470 с. (співавтор)
- Основы криобиологии и криомедицины: учебник для студентов - биологов и медиков. Харьков: ФЛП Бровин А. В., 2019. 616 с. (співавтор)
- Клеточные механизмы выживания. Москва: Ленард, 2019. 504 с. (співавтор)
- Life.Death. Immortality. The reigth of the genome. Frontiers Collection. 2023. Vol. Part F907. 434 p.

## Відзнакі та нагороди
- відзнака «Відмінник аграрної освти України» (2006);
- відзнака «Почесний професор Харківської державної зооветеринарної академії» (2006);
- трудова відзнака «Знак пошани» (2007);
- Лауреат державної премії України в галузі науки та техніки за підручник «Медична біологія» (2007).